# Benjamin Lavernhe
Benjamin Lavernhe (Poitiers, 14 augustus 1984) is een Frans acteur.

## Biografie
Lavernhe werd geboren op 14 augustus 1984 in Poitiers. Hij volgde acteerlessen aan het Cours Florent in Parijs en studeerde later aan het Conservatoire national supérieur d'art dramatique van de PSL-universiteit.
Zijn eerste grote theaterrol was Benvolio in een productie van Romeo en Julia van William Shakespeare. Sinds 2012 is hij verbonden aan de Comédie-Française. Hij speelde in talloze theaterproductie en werd twee keer genomineerd voor een Molière: in 2018 voor zijn hoofdrol in Scapin le Schemer en in 2023 voor zijn bijrol in La Dame d'un mer.
Hij werd ook vijf keer genomineerd voor een César: één keer in de categorie "Beste jong mannelijk talent" voor zijn rol als Pierre in Le Sens de la fête, twee keer in de categorie "Beste mannelijke bijrol" voor Mon Inconnue en Antoinette dans les Cévennes en twee keer in de categorie "Beste acteur" voor L'Abbé Pierre: Une vie de combats en En fanfare. 
Sinds 2020 heeft hij een relatie met actrice Rebecca Marder. Ze ontmoetten elkaar bij de Comédie-Française en maakten hun relatie officieel op de set van de thriller De grandes espérances.

## Filmografie

### Films
- 2012: Radiostars - als Smiters
- 2012: Pourquoi je fais ça? - als Raphaël (kortfilm)
- 2013: La Marche - als Thomas
- 2013: Prenez une grande grande respiration - als Caméron (kortfilm)
- 2013: Un beau dimanche - als Thomas Cambière
- 2014: Elle l'adore - als Guillaume
- 2014: Libre et assoupi - als Alexandre
- 2015: Comme un avion - als Bernard
- 2015: L'Affaire SK1 - als Frédéric Brunet
- 2015: Le Goût des merveilles - als Pierre
- 2015: Ictus érotique - als Alain (kortfilm)
- 2016: Un entretien - als (kortfilm)
- 2016: L'Âge de raison - als Georges (kortfilm)
- 2016: Rupture pour tous - als Mathias
- 2016: L'Odyssée - als Jean-Michel Cousteau
- 2017: Le Sens - als Pierre, le marié
- 2019: Curiosa - als Henri de Régnier
- 2019: Mon inconnue - als Félix
- 2019: Je voudrais que quelqu'un m'attende quelque part - als Mathieu Armanville
- 2020: Antoinette dans les Cévennes - als Vladimir Loubier
- 2020: Le Discours - als Adrien
- 2021: The French Dispatch - als woordvoerder van tandpasta
- 2021: Délicieux - als Duc de Chamfort
- 2021: Les Choses humaines - als Maître Arthur Célerier
- 2022: Le Sixième Enfant - als Julien Verlet
- 2022: Les Engagés - als David Vérand
- 2022: De grandes espérances - als Antoine Mandeville
- 2023: Jeanne du Barry - als La Borde
- 2023: L'Abbé Pierre: Une vie de combats - als l'abbé Pierre
- 2024: En fanfare - als Thibault Desormeaux
- 2024: Modì - als Monsieur Petit

### Televisie
- 2009: Contes et nouvelles du XIXe siècle - als Benjamin (1 aflevering)
- 2010: Les Méchantes - als Monsieur de la Resnois (tv-film)
- 2013-2015: Casting(s) - als Benjamin (11 afleveringen)
- 2014: France Kbek - als Louis
- 2018-2021: Un entretien - als Le DRH (30 afleveringen)
- 2019: Mouche - als Dents de castor
- 2025: Des vivants - als Arnaud

## Prijzen en nominaties
| Jaar | Prijs                 | Categorie                   | Film of productie                 | Resultaat   |
| ---- | --------------------- | --------------------------- | --------------------------------- | ----------- |
| 2018 | Molières              | Beste acteur                | Les Fourberies de Scapin          | Genomineerd |
| 2018 | César                 | Beste jong mannelijk talent | Le Sens de la fête                | Genomineerd |
| 2020 | César                 | Beste mannelijke bijrol     | Mon inconnue                      | Genomineerd |
| 2021 | César                 | Beste mannelijke bijrol     | Antoinette dans les Cévennes      | Genomineerd |
| 2021 | Calella Film Festival | Beste acteur                | Le discours                       | Gewonnen    |
| 2023 | Molières              | Beste mannelijke bijrol     | La Dame de la mer                 | Genomineerd |
| 2024 | César                 | Beste acteur                | L'Abbé Pierre: Une vie de combats | Genomineerd |
| 2025 | César                 | Beste acteur                | En fanfare                        | Genomineerd |